# Vyt-lès-Belvoir
Vyt-lès-Belvoir település Franciaországban, Doubs megyében. Lakosainak száma 183 fő (2022. január 1.). Vyt-lès-Belvoir Hyémondans, Anteuil, Belvoir, Dambelin, Valonne, Vellerot-lès-Belvoir és Vernois-lès-Belvoir községekkel határos.

## Népesség
A település népessége az elmúlt években az alábbi módon változott:
| Lakosok száma | 115  | 163  | 145  | 166  | 186  | 187  | 188  | 188  | 186  | 183  |
|               | 1968 | 1982 | 1990 | 2006 | 2013 | 2015 | 2017 | 2019 | 2020 | 2022 |